# Djävulen och fröken Prym
Djävulen och fröken Prym, originaltitel O demônio e a Srta. Prym, är en roman från 2000 skriven av Paulo Coelho. Boken ställer sig frågan "är människan ond?"
Det här är den tredje och sista delen av trilogin På sjunde dagen, som handlar om sju dagar som förändrar tre personers liv. Huvudpersoner i boken är fröken Chantal Prym,en ung flicka, främlingen som identifierar sig som Carlos, fru Berta och andra invånare av den avlägsna turistorten Viscos. Främlingen kommer med djävulen i sin sida, något som fru Berta har stått och väntad i åratal framför sitt dörr. Fröken Prym, föräldralös flicka som är barista jobbar i den enda hotellet i Viskos. Hon betraktas som lite lösaktig med tanke på att hon är den enda unga i byn. Alla andra har flyttat. Därmed byn är händelselös och alla trivs med varandra. Detta förändras när främlingen bosätter sig i Viscos. Inom sju dagar kommer byns, fröken Pryms, fru Bertas och främlingens liv förändras. Främlingen har en erbjudande till byn som han föreslår genom fröken Prym. Fru Berta vet att främlingen har djävulen med sig, fröken Prym vill inte vara budbärare men har tvingas till det. Viscos behöver en syndabock.

## Utgåvor på svenska
- 2002 – ISBN 91-7028-000-2
- 2004 – CD ISBN 91-7036-032-4
- 2004 – ISBN 91-7028-021-5
- 2005 – ISBN 91-7028-043-6